# Corbasca (gmina)
Corbasca – gmina w Rumunii, w okręgu Bacău. Obejmuje miejscowości Băcioiu, Corbasca, Marvila, Pogleț, Rogoaza, Scărișoara i Vâlcele. W 2011 roku liczyła 4914 mieszkańców.